# Edgar Schmued

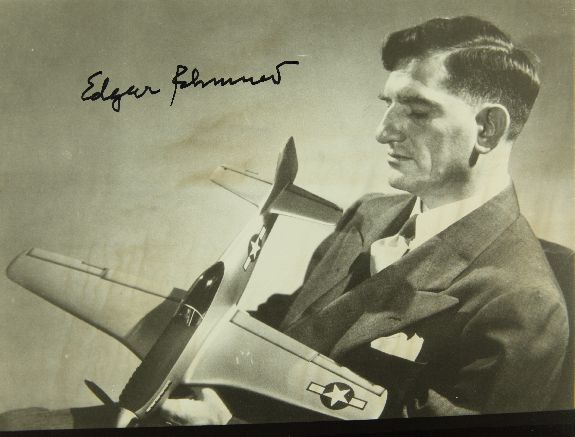
Edgar Schmued

Edgar Schmued (30. prosince 1899, Hornbach, Německo – 1. června 1985, Oceanside, Kalifornie) byl americký letecký konstruktér německého původu. Proslavil se zejména jako hlavní konstruktér slavného letadla P-51 Mustang a později i letounu F-86 Sabre.

## Mládí
Edgar Schmued se narodil v německém městě Hornbach. V osmi letech viděl poprvé letící letadlo a rozhodl se, že letectví bude jeho celoživotní prací. Začal tvrdě studovat, aby se mohl stát inženýrem, poté šel do učení do menší firmy vyrábějící motory. Navrhl několik inovativních součástek motorů a získal k nim i patent. Ve volném čase, pokračoval v samostudiu letectví. Díky svým zkušenostem získal místo u General Motors Corporation v Brazílii, později začal svou kariéru coby návrhář a konstruktér u Fokker Aeroplane Company, pobočky General Motors v USA.

## Konstruktér

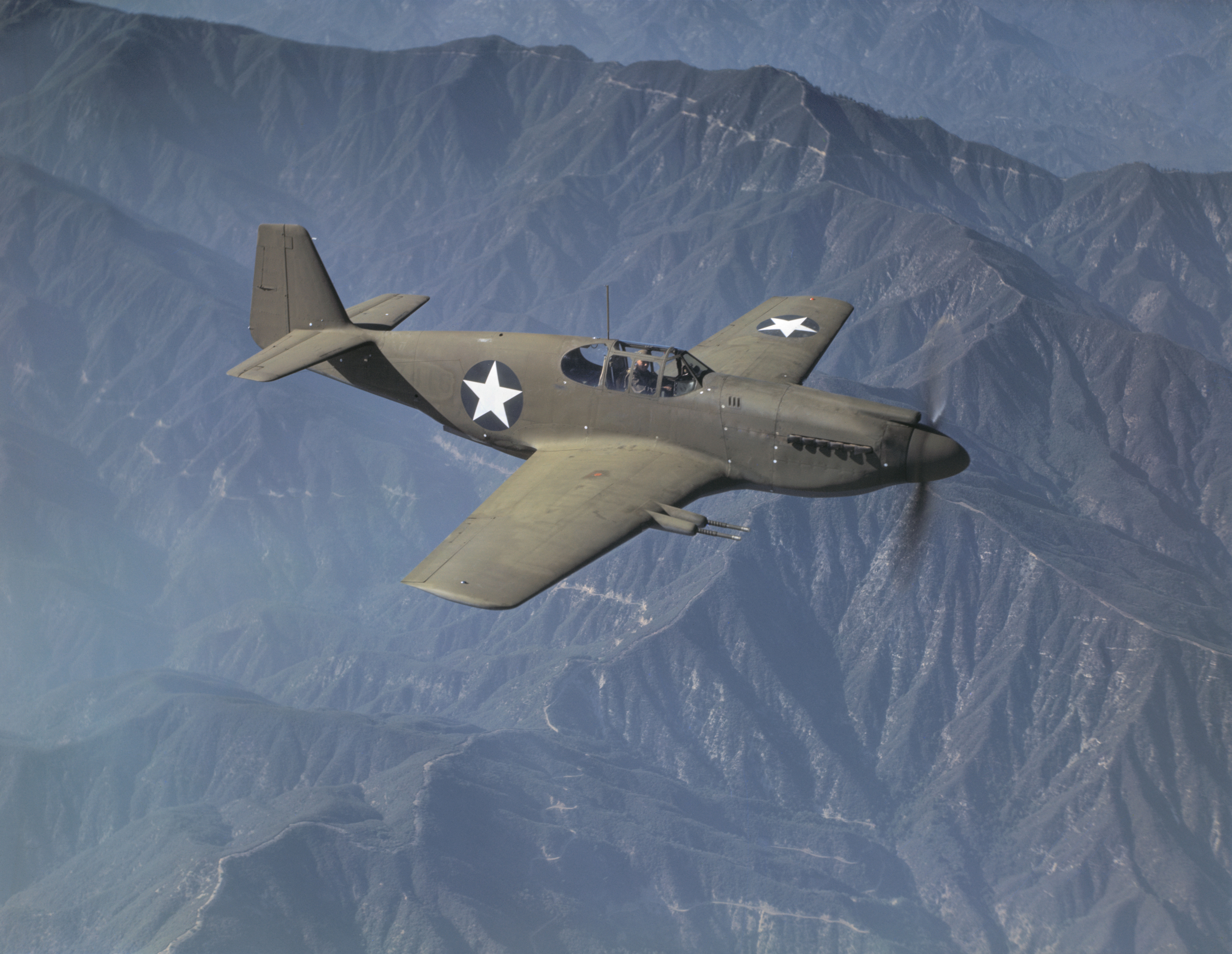
Raná verze letounu P-51 Mustang, který navrhl Edgar Schmued

V roce 1935 se přesunula do Los Angeles firma North American Aviation (NAA) vlastněná General Motors. Talentovaný a nápaditý Schmued, nyní už občan Spojených států, byl u NAA zaměstnán začátkem roku 1936 jako konstruktér prvotního vývoje, později jako šéf celého tohoto oddělení. Během mnoha let svého působení u NAA se podílel na návrzích mnoha letounů.
Nejznámějším a také prvním letounem postaveným společností NAA byl P-51 Mustang. Mustang byl původně vyvinut pro britské královské letectvo, protože nemělo dostatek strojů proti Luftwaffe. Firma North American měla tedy licenčně stavět letouny Curtiss P-40, ale nakonec navrhla, že během krátké doby navrhne vlastní letoun a britská schvalovací komise souhlasila. K tomu se váže legenda, která hovoří o tom, že se prezident firmy NAA „Dutch“ Kindelberger zeptal Edgara Schmueda: „Ede, jsme schopni vyrábět v naší továrně letadla Curtiss P-40?“. Schmued podobnou otázku dlouho očekával a tak odpověděl: „Dutchi, nebudeme přece stavět zastaralé letadlo, postavíme úplně nové a lepší.“
První stroj vzlétl 178 dní po zadání objednávky. Konstrukce prototypu byla výborná, byl použit nový laminární profil křídla, který byl větší i při zachování stejné velikosti draku letounu, vešel se do něho celý podvozek, zbraně s municí i palivové nádrže. Konstrukce s mnoha inovacemi z letadla učinila kvalitní a rychlý stroj, který vyhrával soutěže a také stanovoval nové rychlostní rekordy v kategorii strojů s pístovými motory ještě mnoho desítek let po skončení výroby.
Schmued byl u North American Aviation, (později divizí Rockwell International Corporation) přes 22 let. Během této doby navrhoval a podílel se na návrzích letounů F-82, F-86 Sabre a F-100 Super Sabre. Poté pět let pracoval jako designér pro Northrop Corporation, kde se podílel na konstrukci strojů Northrop F-5 a T-38.
Edgar Schmued zemřel v Oceanside v Kalifornii 1. června 1985.

## Pocty
Edgar Schmued byl 14. září 1991 uveden do International Aerospace Hall of Fame.